# Andagua (Castilla)
Andagua es una localidad peruana ubicada en la región Arequipa, provincia de Castilla, distrito de Andagua. Se encuentra a una altitud de 3574 m s. n. m. Tiene una población de [¿cuántos?] habitantes en 1993.

## Galería

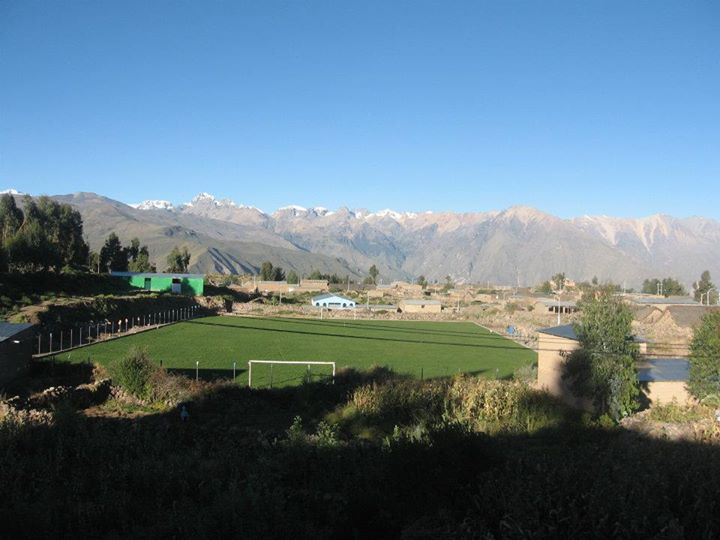
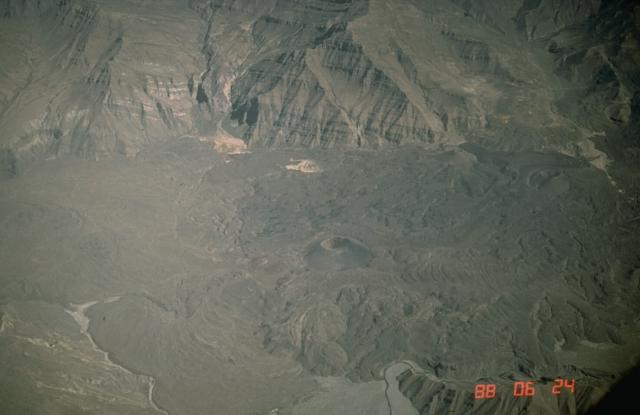

## Clima
| Parámetros climáticos promedio de Andagua | Parámetros climáticos promedio de Andagua | Parámetros climáticos promedio de Andagua | Parámetros climáticos promedio de Andagua | Parámetros climáticos promedio de Andagua | Parámetros climáticos promedio de Andagua | Parámetros climáticos promedio de Andagua | Parámetros climáticos promedio de Andagua | Parámetros climáticos promedio de Andagua | Parámetros climáticos promedio de Andagua | Parámetros climáticos promedio de Andagua | Parámetros climáticos promedio de Andagua | Parámetros climáticos promedio de Andagua | Parámetros climáticos promedio de Andagua |
| Mes                                       | Ene.                                      | Feb.                                      | Mar.                                      | Abr.                                      | May.                                      | Jun.                                      | Jul.                                      | Ago.                                      | Sep.                                      | Oct.                                      | Nov.                                      | Dic.                                      | Anual                                     |
| ----------------------------------------- | ----------------------------------------- | ----------------------------------------- | ----------------------------------------- | ----------------------------------------- | ----------------------------------------- | ----------------------------------------- | ----------------------------------------- | ----------------------------------------- | ----------------------------------------- | ----------------------------------------- | ----------------------------------------- | ----------------------------------------- | ----------------------------------------- |
| Temp. máx. media (°C)                     | 17.4                                      | 17.4                                      | 17                                        | 17.6                                      | 17.6                                      | 16.9                                      | 16.6                                      | 17.5                                      | 18.2                                      | 19.7                                      | 19.3                                      | 18.3                                      | 17.8                                      |
| Temp. media (°C)                          | 10.2                                      | 10.5                                      | 10.1                                      | 9.6                                       | 8.4                                       | 7.3                                       | 6.5                                       | 6.9                                       | 8.6                                       | 9.6                                       | 9.8                                       | 10.2                                      | 9                                         |
| Fuente: climate-data.org                  |                                           |                                           |                                           |                                           |                                           |                                           |                                           |                                           |                                           |                                           |                                           |                                           |                                           |